# Степной фронт
Степно́й фро́нт — оперативно-стратегическое объединение (фронт) РККА в вооружённых силах СССР во время Великой Отечественной войны. Фронт действовал в 1943 году в Центральной России и на Восточной Украине. 20 октября 1943 года Степной фронт был переименован во 2-й Украинский фронт.

«Командующему Степным военным округом.
Ставка Верховного Главнокомандования приказывает:
- 1. С 24.00 9 июля переименовать Степной военный округ в Степной фронт.
- 2. Включить в состав Степного фронта 5-ю гвардейскую. 27-ю армию с 4-м гв. танковым корпусом, 53-ю армию с 1-м мех. корпусом, 47-ю армию с 3-м гв. мех. корпусом, 4-ю гв. армию с 3-м гв. танковым корпусом, 52-ю армию, 5-ю гвардейскую танковую армию, 3-й, 5-й, 7-й гвардейские кавалерийские корпуса, 5-ю воздушную армию, все части усиления и тыловые части и учреждения Степного военного округа.
- 3. Армии фронта развернуть согласно устным указаниям, данным Генеральным штабом.
- 4. Передвижение войск совершать только ночью.
- 5. Командный пункт Степного фронта с 12 июля иметь в районе Горяиново.
- 6. О ходе перегруппировки доносить ежедневно шифром.

Ставка Верховного Главнокомандования И. Сталин. А. Антонов»
— Директива Ставки Верховного Главнокомандования

## Битвы под Курском и Харьковом
Фронт был образован 9 июля 1943 на основании директивы Ставки ВГК из сил Степного военного округа на курском направлении. В него вошли 27-я армия, 47-я армия, 53-я армия и 5-я воздушная армия. Изначально войска фронта были развёрнуты в резерве за Центральным и Воронежским фронтами. Перед фронтом ставилась цель в случае прорыва противника остановить его наступление на занимаемом рубеже. В связи с удачным раскладом для советских войск в битве под Курском 17 июля фронт перешёл в наступление и вместе с Воронежским фронтом к 23 июля отбросил немецкую группу армий «Центр» на её исходные позиции перед битвой.
3 августа войска фронта вместе с войсками Воронежского фронта перешли в наступление в белгородско-харьковском направлении. 5 августа соединения 69-й и 7-й гвардейской армий овладели Белгородом. Развивая наступление, войска Степного фронта 23 августа освободили Харьков.

## Битва за Днепр
В конце августа — начале сентября фронт развернул Полтавско-Кременчугскую наступательную операцию на Левобережной Украине в ходе битвы за Днепр. Нанося удары в полтавско-кременчугском и красноградо-верхнеднепровском направлениях, войска фронта одержали победу над соединениями немецких 8-й и 1-й танковых армий и к концу сентября вышли к Днепру, форсировали его и овладели правобережными плацдармами.
В первой половине октября фронт вёл тяжелые бои за удержание и расширение плацдармов, постепенно объединив их в общий плацдарм южнее Кременчуга. 15 октября войска фронта перешли в наступление с плацдарма в направлении на Пятихатки и Кривой Рог. Во взаимодействии с другими фронтами войска нанесли поражение немецкому оборонительному рубежу «Восточный вал».

## Командование

### Командующий
- Генерал-полковник, с 26 августа 1943 генерал армии Конев И. С. (9 июля - 20 октября 1943).

### Член Военного совета
- Генерал-лейтенант танковых войск Сусайков И. З. (9 июля - 20 октября 1943).

### Начальник штаба
- Генерал-лейтенант, с 20 октября 1943 генерал-полковник Захаров М. В. (9 июля - 20 октября 1943).

## Состав фронта
- Управление (штаб)
- 27-я армия (9 июля — 20 июля 1943)
- 47-я армия (9 июля — 1 августа 1943)
- 53-я армия (весь период)
- 5-я воздушная армия (весь период)
- 7-я гвардейская армия (18 июля — 16 октября 1943)
- 69-я армия (18 июля — 30 сентября 1943)
- 57-я армия (9 августа — 20 октября 1943)
- 4-я гвардейская армия (2 сентября — 16 октября 1943)
- 5-я гвардейская армия (7 сентября — 20 октября 1943)
- 37-я армия (7 сентября — 20 октября 1943)
- 46-я армия (11 сентября — 2 октября 1943)
- 5-я гвардейская танковая армия (7 октября — 20 октября 1943)

## Операции и сражения, в которых участвовал фронт
- Курская битва
- Белгородско-Харьковская стратегическая наступательная операция «Румянцев»
- Битва за Днепр